# Франсуа II д’Орлеан-Лонгвиль
Франсуа II де Лонгвиль (1478 — 12 февраля 1513, Шатодён) — французский аристократ, граф де Лонгвиль, де Монтгомери, де Дюнуа и де Танкарвиль, виконт де Мелён (с 1491), 1-й герцог де Лонгвиль (1505—1512). Представитель рода Валуа-Лонгвиль.

## Биография
Старший сын Франсуа де Лонгвиля (1447—1491), графа де Лонгвиля и де Дюнуа, от брака с Агнессой Савойской (1445—1508).
В 1491 году после смерти своего отца Франсуа II де Лонгвиль унаследовал его владения, стал графом Дюнуа, Лонгвиль, Монтгомери, Танкарвиль и виконтом Мелёном.
Великий камергер Франции (1504—1512) и губернатор Гиени.
В мае 1505 года король Франции Людовик XII назначил Франсуа Орлеанского новым герцогом Лонгвилем.
35-летний Франсуа Орлеанский скончался в замке Шатодён. Был похоронен в базилике Нотр-Да де Клери-Сент-Андре.

## Семья и дети
6 апреля 1505 года он женился в Блуа на Франсуазе д’Алансон (ок. 1490—1550), старшей дочери Рене де Валуа (ок. 1454—1492), герцога Алансонского (1478—1492), и Маргариты Лотарингской (1463—1521). Дети:
- Рене (1508 — 2 мая 1515), 4-я графиня де Дюнуа, де Танкарвиль и де Монтгомери
- Жак (ок. 1511—1512)

После смерти герцога Франсуа II титул герцога де Лонгвиля оставался вакантным с 1513 по 1515 год. В 1515 году титул герцога унаследовал Людовик I Орлеан-Лонгвиль (1480—1516), граф Невшатель с 1504 года, ставший наследником своего брата Франсуа и племянницы Рене.
Франсуаза д’Алансон пережила своего мужа на 37 лет. В мае 1513 года она вторично вышла замуж за Карла IV де Бурбон (1489—1537), герцога де Вандома, от брака с которым имела 13 детей. Франсуаза д’Алансон скончалась 14 сентября 1550 года в замке Ла-Флеш.